# Edise
Koordinaten: 59° 22′ N, 27° 23′ O

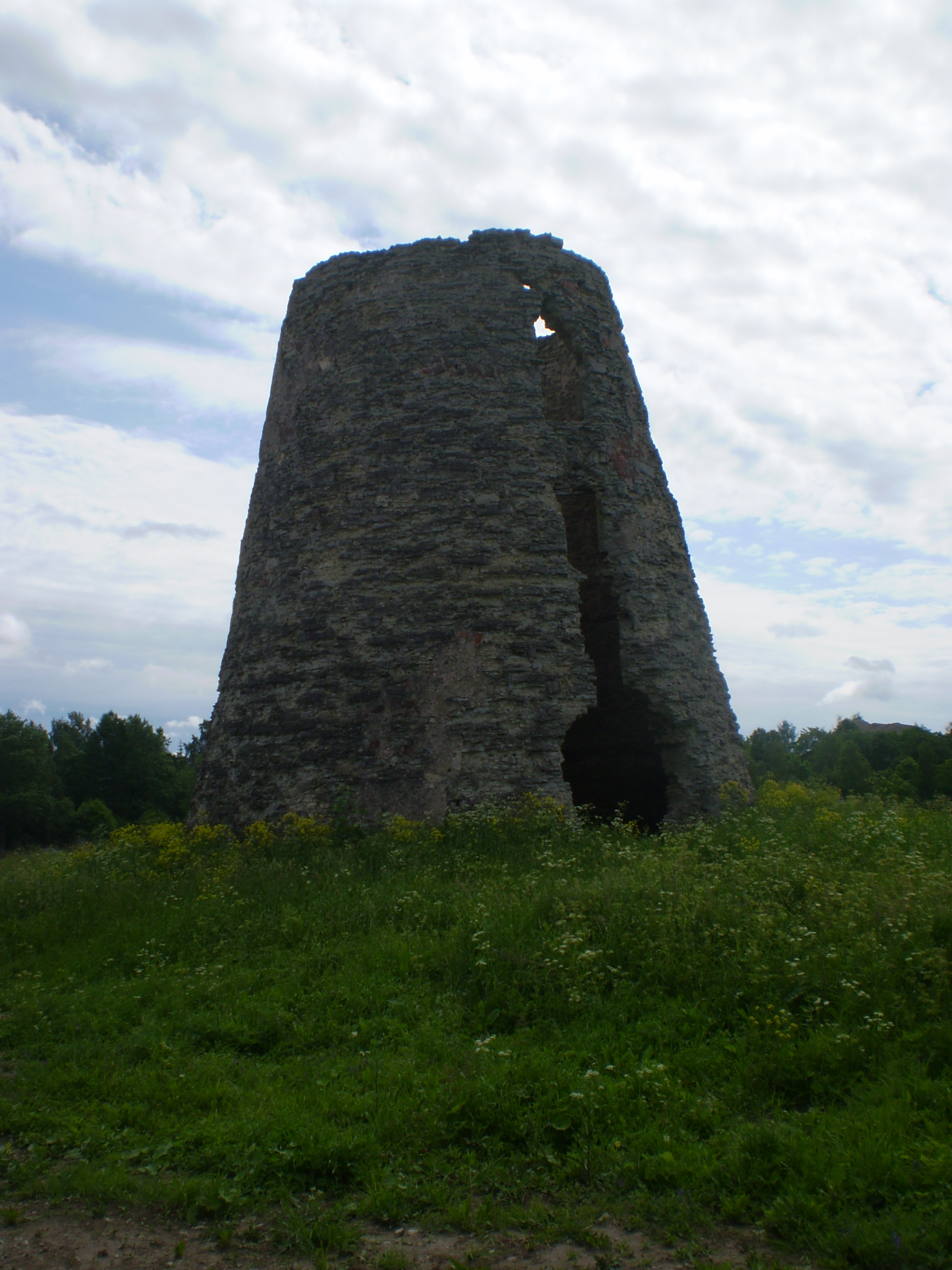
Überreste einer Windmühle im holländischen Stil. Sie wurde im 19. Jahrhundert in Edise errichtet (Aufnahme von 2010).

Edise ist ein Dorf (estnisch küla) in der Gemeinde Jõhvi (Jõhvi vald). Es liegt im Kreis Ida-Viru (Ost-Wierland) im Nordosten Estlands.

## Beschreibung und Geschichte
Das Dorf hat 200 Einwohner (Stand 1. Januar 2012). Es liegt nordwestlich der Stadt Jõhvi.
Der Ort wurde erstmals 1241 im Liber Census Daniæ urkundlich erwähnt.

## Gut Edise
Die ersten Angaben über das Gut Edise (deutsch Schloss Etz) stammen aus dem Jahr 1477. Es stand damals im Eigentum der adligen Familie Taube. Im 17. Jahrhundert gehörte das Gut der deutschbaltischen Familie Maydell, später der Familie Rosen.
Das eingeschossige Hauptgebäude entstand 1860 im Stil der Neorenaissance. Die letzten deutschbaltischen Eigentümer vor der Enteignung im Zuge der estnischen Landreform 1919 waren Sofie von Jermolov und Katharine von Baer.
Für seine Verdienste während des Estnischen Freiheitskrieges (1918–1920) schenkte der estnische Staat das Gut nach dem Ersten Weltkrieg dem Generalmajor und späteren langjährigen Bürgermeister von Tartu Aleksander Tõnisson (1875–1941). Die Gebäude des Guts wurden 1940 größtenteils vernichtet.
Tõnisson wurde im folgenden Jahr von den sowjetischen Besatzungsbehörden verhaftet und in Tallinn hingerichtet. Seine Frau und sein jüngerer Sohn wurden ins Innere Russlands deportiert. Seit 2005 erinnert eine Gedenktafel in Edise an Aleksander Tõnisson.
1980 wurde zu den Olympischen Sommerspielen in einem restaurierten Speichergebäude mit Arkadengang ein Restaurant eingerichtet, das bis heute existiert.

## Vasallenburg Edise
Im 15. Jahrhundert entstand auf dem Gut die Vasallenburg von Edise. Charakteristisch war der dreigeschossige, etwa neun Meter hohe Turm der Festung.
Sie diente gemeinsam mit der Festungskirche von Jõhvi sowie den Burgen in Purtse und Järve dem Schutz und der Kontrolle der wichtigen Überlandstraße zwischen Tallinn und Narva.
Während des Livländischen Kriegs fiel die Burg 1558 kampflos in die Hände der russischen Truppen. Bis zum Zweiten Weltkrieg blieben noch einige Mauern erhalten. Die noch verbliebenen wenigen Überreste stehen seit 1998 unter Denkmalschutz.
2012 wurde die „Stiftung Burg Edise“ (Sihtasutus Edise Linnus) gegründet. Sie widmet sich der Erforschung und dem Erhalt der Überreste von Burg und Gut Edise.